# 9-1-1 (série de televisão)
9-1-1 é uma série de televisão americana criada por Ryan Murphy, Brad Falchuk e Tim Minear. A série segue a vida dos primeiros respondentes de Los Angeles: policiais, paramédicos, bombeiros e despachantes.
A série estreou em 3 de janeiro de 2018, na Fox.
Em 16 de janeiro de 2018, a Fox renovou a série para uma segunda temporada composta de dezesseis episódios. A segunda temporada estreou com um episódio especial no domingo, 23 de setembro de 2018, após o segundo dos dois jogos de futebol americano da NFL. O segundo episódio estreou em seu horário regular na segunda-feira, 24 de setembro de 2018. Em março de 2019, a Fox renovou a série para uma terceira temporada, que estreou 23 de setembro de 2019. Em 13 de abril de 2020, a Fox renovou a série para quarta temporada, que estreou 18 de janeiro de 2021. Em 17 de maio de 2021, a série foi renovada para quinta temporada, lançada em 20 de setembro de 2021. Em maio de 2023, a série foi cancelada pela Fox e renovada para uma sétima temporada na ABC, lançada em 14 de março de 2024. Em 2 de abril de 2024 a ABC renovou a série para sua oitava temporada, com estreia em 26 de setembro de 2024. Em 3 de abril de 2025 a ABC renovou a série para sua nona temporada. 

## Enredo
O drama explora as vidas de policiais, paramédicos e bombeiros que precisam enfrentar as situações mais assustadoras e chocantes, enquanto respondem a chamados de emergência, e devem equilibrar o trabalho de salvar os mais vulneráveis e resolver os problemas em suas próprias vidas.

## Elenco e personagens
| Ator                  | Personagem             | Temporadas       | Temporadas       | Temporadas       | Temporadas       | Temporadas       | Temporadas       | Temporadas       |
| Ator                  | Personagem             | 1                | 2                | 3                | 4                | 5                | 6                | 7                |
| Elenco Principal      | Elenco Principal       | Elenco Principal | Elenco Principal | Elenco Principal | Elenco Principal | Elenco Principal | Elenco Principal | Elenco Principal |
| --------------------- | ---------------------- | ---------------- | ---------------- | ---------------- | ---------------- | ---------------- | ---------------- | ---------------- |
| Angela Bassett        | Athena Grant           | Principal        | Principal        | Principal        | Principal        | Principal        | Principal        | Principal        |
| Peter Krause          | Robert "Bobby" Nash    | Principal        | Principal        | Principal        | Principal        | Principal        | Principal        | Principal        |
| Oliver Stark          | Evan "Buck" Buckley    | Principal        | Principal        | Principal        | Principal        | Principal        | Principal        | Principal        |
| Aisha Hinds           | Henrietta "Hen" Wilson | Principal        | Principal        | Principal        | Principal        | Principal        | Principal        | Principal        |
| Kenneth Choi          | Howard "Chimney" Han   | Principal        | Principal        | Principal        | Principal        | Principal        | Principal        | Principal        |
| Rockmond Dunbar       | Michael Grant          | Principal        | Principal        | Principal        | Principal        | Principal        |                  |                  |
| Connie Britton        | Abigail "Abby" Clark   | Principal        |                  | Participação     |                  |                  |                  |                  |
| Corinne Massiah       | May Grant              | Recorrente       | Principal        | Principal        | Principal        | Principal        | Principal        |                  |
| Marcanthonee Jon Reis | Harry Grant            | Recorrente       | Principal        | Principal        | Principal        | Principal        | Principal        |                  |
| Elijah M. Cooper      | Harry Grant            |                  |                  |                  |                  |                  |                  | Recorrente       |
| Jennifer Love Hewitt  | Maddie Kendall         |                  | Principal        | Principal        | Principal        | Principal        | Principal        | Principal        |
| Ryan Guzman           | Edmundo "Eddie" Diaz   |                  | Principal        | Principal        | Principal        | Principal        | Principal        | Principal        |
| Gavin McHugh          | Christopher Diaz       |                  | Recorrente       | Principal        | Principal        | Principal        | Principal        | Principal        |
| John Harlan Kim       | Albert Han             |                  |                  | Participação     | Principal        | Recorrente       | Participação     |                  |
| Elenco recorrente     |                        |                  |                  |                  |                  |                  |                  |                  |
| Mariette Hartley      | Patricia Clark         | Recorrente       |                  |                  |                  |                  |                  |                  |
| Cocoa Brown           | Carla Price            | Recorrente       | Recorrente       | Participação     | Recorrente       | Participação     | Participação     |                  |
| Tracie Thoms          | Karen Wilson           | Recorrente       | Recorrente       | Recorrente       | Recorrente       | Recorrente       | Recorrente       |                  |
| Alex Loynaz           | Terry Flores           | Recorrente       | Recorrente       | Participação     | Does not appear  | Participação     | Does not appear  |                  |
| Abby Brammell         | Eva Mathis             | Recorrente       | Participação     | Does not appear  | Does not appear  | Does not appear  | Does not appear  |                  |
| Declan Pratt          | Denny Wilson           | Participação     | Recorrente       | Recorrente       | Recorrente       | Recorrente       | Recorrente       |                  |
| Debra Christofferson  | Susan "Sue" Blevins    | Participação     | Recorrente       | Recorrente       | Recorrente       | Recorrente       | Participação     |                  |
| Claudia Christian     | Elaine Maynard         | Participação     | Participação     | Recorrente       | Participação     | Recorrente       | Participação     |                  |
| Bryan Safi            | Josh Russo             | Does not appear  | Recorrente       | Recorrente       | Recorrente       | Recorrente       | Recorrente       |                  |
| Chiquita Fuller       | Linda Bates            | Does not appear  | Recorrente       | Recorrente       | Recorrente       | Recorrente       | Recorrente       |                  |
| Tiffany Dupont        | Ali Martin             | Does not appear  | Recorrente       | Does not appear  | Does not appear  | Does not appear  | Does not appear  |                  |
| Jonathan Grebe        | John                   | Does not appear  | Recorrente       | Participação     | Does not appear  | Does not appear  | Does not appear  |                  |
| Ana Mercedes          | Isabel Diaz            | Does not appear  | Recorrente       | Participação     | Participação     | Participação     | Does not appear  |                  |
| Devin Kelley          | Shannon Diaz           | Does not appear  | Recorrente       | Participação     | Does not appear  | Does not appear  | Does not appear  |                  |
| Rick Chambers         | Dwight                 | Does not appear  | Recorrente       | Does not appear  | Participação     | Does not appear  | Recorrente       |                  |
| Lou Ferrigno, Jr.     | Tommy Kinard           | Does not appear  | Recorrente       | Does not appear  | Does not appear  | Does not appear  | Does not appear  |                  |
| Brian Hallisay        | Douglas "Doug" Kendall | Does not appear  | Recorrente       | Does not appear  | Does not appear  | Does not appear  | Does not appear  |                  |
| Michelle Bernard      | Carol Branford         | Participação     | Participação     | Recorrente       | Participação     | Does not appear  | Participação     |                  |
| Megan West            | Taylor Kelly           | Does not appear  | Participação     | Does not appear  | Recorrente       | Recorrente       | Participação     |                  |
| Ronda Rousey          | Lena Bosko             | Does not appear  | Does not appear  | Recorrente       | Does not appear  | Does not appear  | Does not appear  |                  |
| Chris Wu              | Policial Williams      | Does not appear  | Does not appear  | Recorrente       | Recorrente       | Recorrente       | Participação     |                  |
| Ashwin Gore           | Jamal Momed            | Does not appear  | Does not appear  | Recorrente       | Recorrente       | Recorrente       | Does not appear  |                  |
| La Monde Byrd         | Dr. David Hale         | Does not appear  | Does not appear  | Participação     | Recorrente       | Recorrente       | Does not appear  |                  |
| Gabrielle Walsh       | Ana Flores             | Does not appear  | Does not appear  | Participação     | Recorrente       | Recorrente       | Does not appear  |                  |
| Margot Terry          | Nia Wilson             | Does not appear  | Does not appear  | Does not appear  | Recorrente       | Does not appear  | Does not appear  |                  |
| Marsha Warfield       | Antonia "Toni" Wilson  | Does not appear  | Does not appear  | Does not appear  | Recorrente       | Recorrente       | Participação     |                  |
| Anirudh Pisharody     | Ravi Panikkar          | Does not appear  | Does not appear  | Does not appear  | Participação     | Recorrente       | Recorrente       |                  |
| Arielle Kebbel        | Lucy Donato            | Does not appear  | Does not appear  | Does not appear  | Does not appear  | Recorrente       | Recorrente       |                  |

## Episódios
| Temporada | Temporada | Episódios | Exibição original      | Exibição original   |
| Temporada | Temporada | Episódios | Estreia da temporada   | Final da temporada  |
| --------- | --------- | --------- | ---------------------- | ------------------- |
|           | 1         | 10        | 3 de janeiro de 2018   | 21 de março de 2018 |
|           | 2         | 18        | 23 de setembro de 2018 | 13 de maio de 2019  |
|           | 3         | 18        | 23 de setembro de 2019 | 18 de maio de 2020  |
|           | 4         | 14        | 18 de janeiro de 2021  | 24 de maio de 2021  |
|           | 5         | 18        | 20 de setembro de 2021 | 16 de maio de 2022  |
|           | 6         | 18        | 19 de setembro de 2022 | 15 de maio de 2023  |
|           | 7         | 10        | 14 de março de 2024    | 30 de maio de 2024  |
|           | 8         | 18        | 26 de setembro de 2024 | 15 de maio de 2025  |

## Produção

### Seleção de elenco
Em outubro de 2017, Angela Bassett, Connie Britton, e Peter Krause foram anunciados no elenco principal. Após um mês, foi anunciado que Oliver Stark, Aisha Hinds, Kenneth Choi, e Rockmond Dunbar se juntaram ao elenco regular.
Em 14 de maio de 2018, foi anunciado que Jennifer Love Hewitt se juntará ao elenco principal na segunda temporada como Maddie Buckley, irmã de Buck e operadora do 911. Em 23 de maio de 2018, a Fox anunciou que Ryan Guzman se juntaria à segunda temporada da série como um novo bombeiro. Em 4 de junho de 2018, foi anunciado que Corinne Massiah e Marcanthonnee Jon Reis, que interpretam May e Harry Grant, foram promovidos, de seus papéis recorrentes na 1ª temporada, a regulares na 2ª temporada. Gavin McHugh, que interpreta o filho de Eddie, Christopher, foi promovido a regular na série na 3ª temporada, após recorrer na 2ª temporada. Na 5ª temporada, Dunbar saiu do elenco da série por causa do mandato de vacina contra a COVID-19 implementado pela 20th Television depois que seus pedidos de isenções médicas e religiosas foram negados. Em fevereiro de 2022, Arielle Kebbel se juntou ao elenco da quinta temporada em um papel recorrente.

## Spin-off
Em maio de 2019, a Fox encomendou uma série spin-off intitulada 9-1-1: Lone Star, estrelada por Rob Lowe, foi lançada em 19 de janeiro de 2020, durante a temporada de TV 2019-2020.

## Prêmios e indicações
| Ano  | Premiação              | Categoria               | Nomeado        | Resultado | Ref.   |
| ---- | ---------------------- | ----------------------- | -------------- | --------- | ------ |
| 2018 | BET Awards             | Melhor Atriz            | Angela Bassett | Indicado  | [ 23 ] |
| 2018 | Teen Choice Awards     | Choice Breakout TV Show | 9-1-1          | Indicado  | [ 24 ] |
| 2018 | Teen Choice Awards     | Choice Breakout TV Star | Oliver Stark   | Indicado  | [ 24 ] |
| 2018 | People's Choice Awards | Show of the Year        | 9-1-1          | Indicado  | [ 25 ] |
| 2018 | People's Choice Awards | Best Drama Show of 2018 | 9-1-1          | Indicado  | [ 25 ] |
| 2019 | Teen Choice Awards     | Choice Drama TV Actor   | Oliver Stark   | Indicado  |        |